# 광주 입석마을 입석
입석마을 입석(立石마을 立石)은 광주광역시 광산구 산수동에 있는 입석이다. 1989년 3월 20일 광주광역시의 민속문화재 제5호로 지정되었다.

## 개요
선돌<입석(立石)>은 길쭉한 자연석이나 커다란 돌을 일부만 다듬어 똑바로 세운 기념물 또는 신앙대상물을 말한다.
입석 마을의 한 민가 집마당에 자리한 이 입석은 높이 230cm, 두께 40cm, 너비 75cm의 크기로, 재료는 화강암이다. 길쭉한 기둥 모양으로 위로 갈수록 좁아지며, 특히 가운데 부분은 사람의 힘으로 4등분하여 가로로 줄을 새긴 모습이 뚜렷하다. 아래 부분에는 선돌을 깊이 고정하기 위해서 약 1m의 두께로 흙과 깬 돌을 섞어 다져 놓았다.
해마다 정월 대보름이 되면 이곳에서 풍요와 복을 비는 마을 공동의 제사를 지내었으나, 한국전쟁 이후 사라지고 지금은 개인적으로만 제사를 지내고 있다.
선돌은 전라남도 지방에 많이 퍼져 있으며, 대부분이 널돌 형태거나, 돌과 돌이 자연적으로 끼워져 음과 양의 조화를 상징하는 것에 비해, 이곳의 선돌은 인공적으로 다듬어 놓아 특이한 예를 보여준다.

## 참고 자료
- 입석마을입석 - 국가유산청 국가유산포털